# 1087 Arabis
1087 Arabis је астероид главног астероидног појаса са пречником од приближно 31,75 .
Афел астероида је на удаљености од 3,299 астрономских јединица (АЈ) од Сунца, а перихел на 2,722 АЈ.
Ексцентрицитет орбите износи 0,095, инклинација (нагиб) орбите у односу на раван еклиптике 10,072 степени, а орбитални период износи 1908,636 дана (5,225 година).
Апсолутна магнитуда астероида је 9,73 а геометријски албедо 0,224.
Астероид је откривен 2. септембра 1927. године.